# Iclod, Alba
Iclod (în maghiară Iklod, în germană Mikluden) este un sat în comuna Sâncel din județul Alba, Transilvania, România.

## Istoric
De pe teritoriul satului provine o lespede funerară descoperită încă în secolul al XIX-lea; descoperirea ar putea proveni de la un mormânt izolat de pe o villa rustica romană.

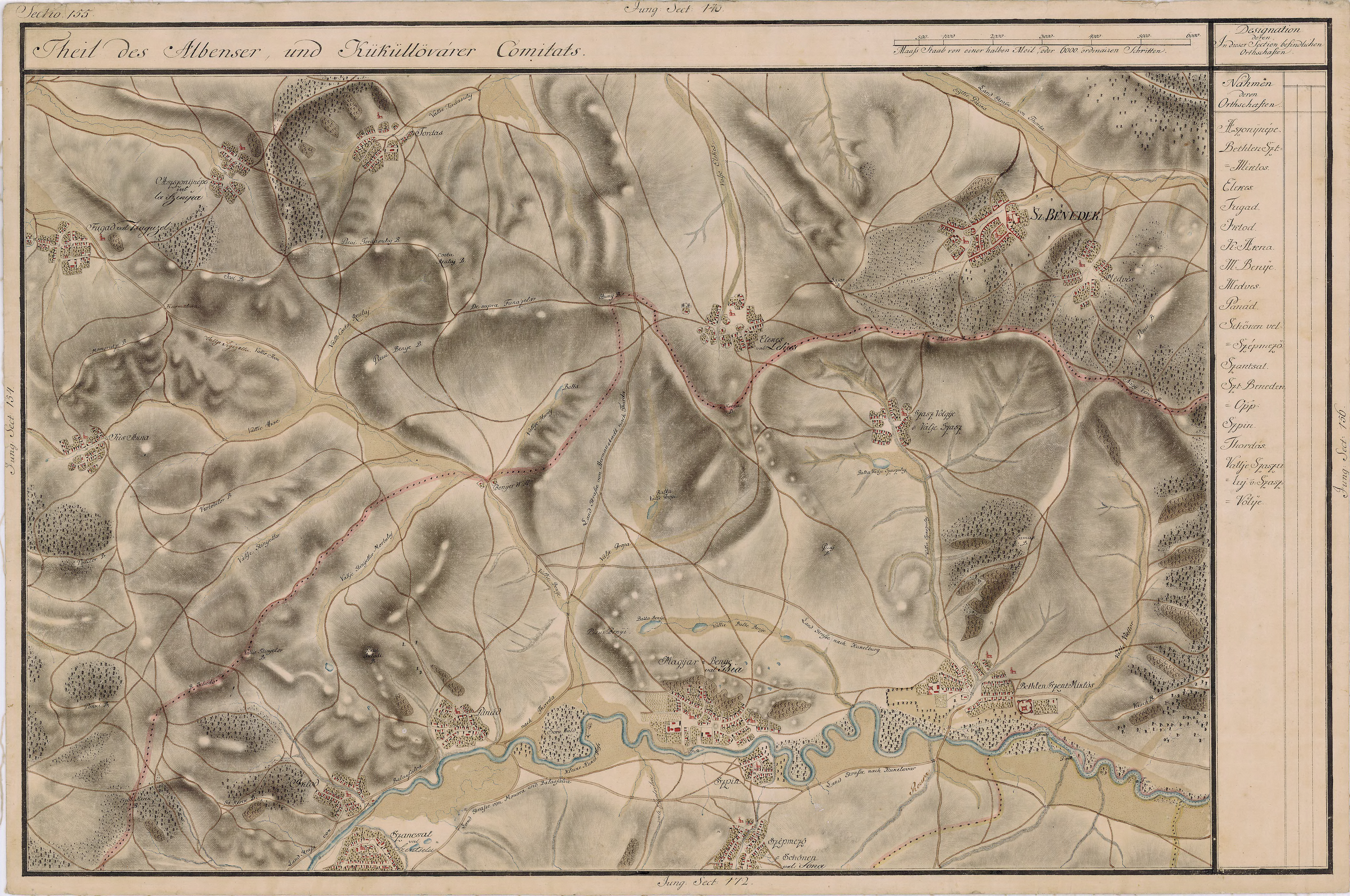
Iclod în Harta Iosefină a Transilvaniei, 1769-73

## Date geologice
Pe teritoriul acestei localități se găsesc izvoare sărate. 

 Acest articol despre o localitate din județul Alba este deocamdată un ciot. Puteți ajuta Wikipedia prin completarea lui.